# 龍匯道
龍匯道（英語：Lung Wui Road）是香港一條街道，位於金鐘東面，東面連接龍合街、演藝道、分域碼頭街交界，西面連接添美道、立法會道交界，東西方向行車，其主要建築物為中信大廈。
1. ↑   (PDF).   [2019-03-04]. （原始内容存档 (PDF)于2019-03-06）.